# Les classiques de l’Orient
Les classiques de l’Orient (Nebentitel: La collection des classiques de l’Orient) ist eine Buchreihe, die seit 1920 in Paris bei Bossard erschien. Sie wurde publiziert «sous le patronage» der Association Française des Amis de l’Orient unter Direktion von Victor Goloubew (1878–1945).

## Übersicht
- 01. ...
- 02. La marche a la lumière: poème sanscrit. Śāntideva. 1920
- 03. Trois mystères Tibétains: Tchrimekundan, Djroazanmo, Nansal. Victor Goloubew. 1921
- 04. ...
- 05. Cinq Nô: drames lyriques japonais. Noël Peri. 1921
- 06. La Bhagavad-Gîtâ / trad. du sanskrit avec une introd. par Émile Senart
- 07. Voyage du marchand arabe Sulaymân en Inde et en Chine (Digitalisat)
- 08. Les questions de Milinda: Milinda-pañha. Louis Finot. 1923
- 09. Les entretiens de Nang Tantrai / trad. du Siamois par Édouard Lorgeou
- 10 (9). L'histoire romanesque d'Udayana, roi de Vatsa: extraite du Kathā-sarit-sāgara de Somadeva. Somadeva Bhaṭṭa. 1924 (Digitalisat)
- 11. ...
- 12. La légende de Râma et Sîtâ: extraite du Râmâyana de Vâlmîki, traduite du sanscrit et rapportée avec une introduction et des notes. Vālmīki. 1927